# Rito Templario
La Masonería Templaria o Rito Templario es un Rito masónico católico romano que mezcla tradiciones gremiales de la Edad Media con rituales templarios, conformando a lo que es uno de los dos ritos masónicos que históricamente más se vinculan con la Orden del Temple.[cita requerida]
La Masonería Templaria suele confundirse en muchas ocasiones con el Rito de York, el Rito Escocés Rectificado y los altos grados del sistema Escocés Antiguo y Aceptado, así como con ritos masónicos que se practican en el norte del continente europeo.
La estructura del Rito Templario es compleja y bastante enigmática, ya que desde sus grados azules o simbólicos alude a su herencia templaria, aludiendo a los gremios de albañiles que laboraban para los templarios cuando estos levantaron recintos religiosos por toda Europa y Medio Oriente.

## Grados
Los grados masónicos, en masonería, corresponden al nivel de conocimiento del oficio alcanzado por el iniciado. La gradación depende del Rito, tanto en sus nominaciones como en su número, en el caso del Rito Templario existen los siguientes:
1. Aprendiz de Masón.
2. Compañero.
3. Maestro Masón.
4. Maestro de la Marca.
5. Maestro Instalado (grado ceremonial)
6. Sublime Maestro e íntimo confidente.
7. Justiciero Hebreo
8. Príncipe Ameth
9. Real Arco
10. Caballero Rosa+Cruz.
11. Tripulante del Arca.
12. Caballero de la Serpiente de Bronce
13. Sabio de Oriente (grado ceremonial)
14. Caballero de Megido (grado ceremonia)
15. Caballero Kadosh o de la Sagrada Venganza.
16. Caballero Templario

## Historia
El Rito muestra una cronología que intenta explicar el origen de la Masonería con la desaparición de la Orden del Temple, vinculando este hecho a Pierre d´Aumont y al refugio de templarios en la Escocia de Robert the Bruce, así como a una compleja red elaborada por albañiles de Francia y reinos adyacentes con el fin de auxiliar a templarios a escapar de la persecución desatada contra ellos.

## Pierre D'Aumont
Gran Maestre Regional del Temple en Auvernia durante la persecución de la Orden por el rey Felipe IV de Francia.[cita requerida]
Cuenta la leyenda que a pesar de la detención en masa de 1307, una serie de templarios lograron ocultarse en toda Francia, entre ellos Pierre d'Aumont, de quien se dice permaneció apoyando en secreto a Jacques de Molay hasta su último día, como si la secreta esperanza de ver a su maestro en libertad le impidiese entrar en el exilio como tantos otros lo habían hecho. Hay quienes argumentan que ese fue uno de los planes secretos del Gran Maestre. La historia argumenta que en la noche del 18 de marzo de 1314, D'Aumont y otros ocho caballeros templarios, disfrazados de albañiles, se reunieron hasta la cenizas de Jacques de Molay, apuntaron con sus espadas hacia el fuego y gritaron una palabra que hasta la fecha es considerada como la contraseña secreta del grado de Maestro Masón. Ellos juraron vengar a su Gran Maestre y mantener a la Orden del Temple viva. Presuntamente, D'Aumont y los ocho templarios huyeron a Escocia y, en la Isla de Mull, fue nombrado nuevo Gran Maestre de la Orden el 24 de junio de 1315. Previo a ello, este grupo de templarios ayudó al rey Robert the Bruce en su lucha contra los ingleses, y él los recompensó con la creación de la Orden de San Andrés del Cardo, de la cual se cree años más tarde derivó la Masonería.

## Batalla de Bannockburn y el vínculo masónico-templario
La Batalla de Bannockburn (23 y 24 de junio de 1314) fue una trascendental victoria escocesa contra los ingleses en las Guerras de independencia de Escocia. Gracias a esa batalla el Reino de Escocia fue libre.
Las tropas de Robert the Bruce se habían preparado en Bannockburn para presenciar al acuerdo de paz entre el entonces rey inglés y su soberano escocés. Dado que la negociación fue fallida, los escoceses cargaron sobre los campos en pos de los ingleses. En esa batalla, miles de ingleses murieron, dando una enorme victoria a Escocia, en la cual también lograron su ansiada independencia. Se barajan hipótesis sobre la participación de un nutrido grupo de templarios comandados por Pierre d´Aumont y el clan Sinclair (familia de tradición templaría en Escocia). A pesar de que muchos desmienten esta teoría, lo cierto es que existen crónicas tanto inglesas como escocesas escritas durante la batalla que demuestran lo contrario, siendo una crónica inglesa la más contundente, puesto que narra cómo en medio de la batalla un escuadrón de jinetes atacaron a los ingleses, dicho escuadrón iba vestido con el uniforme del Temple (el peto blanco con la cruz paté roja) y portaba consigo el beuceant, que era el estandarte de guerra que usaron los templarios.

## Enlaces
- / Masonería Templaria